# رحلان

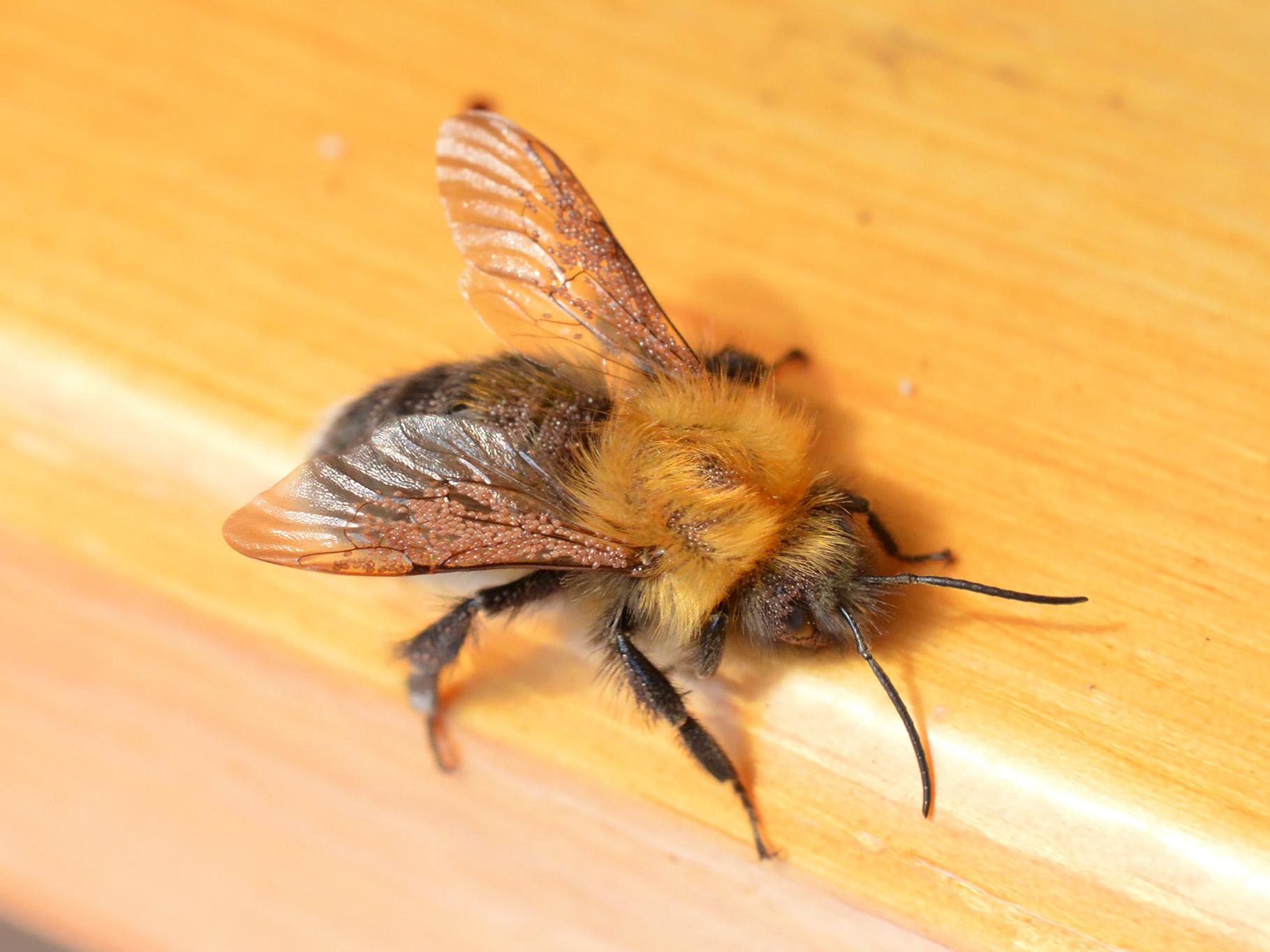
ذكر نحل الشجر الطنان على جسمه الكثير من السوس المرتحل.

الرحلان (بالإنجليزية: Phoresis)‏ هو تصرف أو تآثر معايشة غير دائم يرتبط فيه كائن (المرتحل أو المترحل) بكائن آخر (المضيف) من أجل الترحل والانتقال. لوحظ الرحلان مباشرة في السوس والقراد منذ القرن 18، وبشكل غير مباشر في مستحاثات عمرها 320 مليون سنة. وهو غير محصور لدى مفصليات الأرجل أو الحيوانات، فالنباتات ذات البذور التي تنتشر عبر الالتصاق بالحيوانات تعتبر مترحلة كذلك.
ترجع جذور المصطلح الأجنبي «فوريسس» إلى الكلمتين اليونانيتين «فوراس» (يحمل) و«فور» (سارق). عُرِّف المصطلح في الأصل سنة 1896 على أنه علاقة يكون فيها المضيف وسيلة نقل للراكبين. ثم اصطدم باصطلاحات طُورت في ذلك الوقت ليُقيّد استعماله ولا يشمل حالات: طول المدة، التغذية وتنشؤ الفرد. يُستخدم الرحلان كاستراتيجية للانتشار، الهجرة الموسمية، التنقل إلى مضيف أو موطن جديد، الهروب من المواطن سريعة الزوال وتخفيض انحدار زواج الأقارب. فضلا على الفوائد التي يتلقاها الأفراد والأنواع، تواجدها يزيد من تنوع النظام البيئي وتعقيده.